# Am roten Steine
Am roten Steine ist ein Naturschutzgebiet in der niedersächsischen Stadt Hildesheim.

## Allgemeines
Das Naturschutzgebiet mit dem Kennzeichen NSG HA 109 ist etwa 30 Hektar groß. Seit 2006 ist es größtenteils Bestandteil des FFH-Gebietes „Beuster (mit NSG „Am roten Steine“)“. Das Gebiet steht seit dem 14. August 1986 unter Naturschutz. Zum 12. Januar 2017 wurde das Naturschutzgebiet um den Flusslauf der Beuster, der im Naturschutzgebiet in die Innerste mündet, bis zur Stadtgrenze an der Bundesstraße 243 erweitert. Zuständige untere Naturschutzbehörde ist die Stadt Hildesheim.

## Beschreibung
Das Naturschutzgebiet liegt im Süden der Stadt Hildesheim in der Innersteaue zwischen den Stadtteilen Ochtersum und Itzum. Es stellt einen Abschnitt der Aue und einen am Nordostufer der Innerste steil abfallenden Hang sowie den untersten Abschnitt der Beuster unter Schutz. Die Aue wird größtenteils als Grünland genutzt. Im Norden des Naturschutzgebietes ist ein Rest einer überwiegend von Weiden geprägten Weichholzaue zu finden. Der Hang am Nordostufer der Innerste wird von Halbtrockenrasen geprägt, der teilweise mit Gebüschen bewachsen ist. Im Bereich des Hanges sind quellfeuchte Bereiche zu finden. Die Beuster ist Lebensraum u. a. von Bachneunauge und Groppe.
Im Süden wird das Naturschutzgebiet von der Kreisstraße 302, im Südwesten von der Bundesstraße 243 und im Norden von der Bahnstrecke Hildesheim–Goslar begrenzt.
Durch das Gebiet verläuft ein etwa sechs Kilometer langer Naturerlebnisweg mit mehreren Schautafeln.